# Фельдмаршальский зал Зимнего дворца
Фельдмаршальский зал
Фельдмаршальский зал — зал, открывающий Большую парадную анфиладу Зимнего дворца в Санкт-Петербурге.

## История
Зал был создан в 1833—1834 гг. Огюстом Монферраном как первый в ряду новых парадных залов, отражающих по замыслу Николая I историю имперского периода развития России. После завершения строительства, в 1834 г. на стенах Фельдмаршальского зала разместили портреты российских фельдмаршалов: П. А. Румянцева-Задунайского (Ф. Рисе), Г. А. Потемкина-Таврического (А. Виги), А. В. Суворова-Рымникского (Н. С. Фросте), М. И. Кутузова-Смоленского (П. Басин), И. И. Дибича-Забалканского (П.Басин), И. Ф. Паскевича-Эриванского (Ф.Крюгер).
Портреты были размещены в шести из семи ниш.
Этот строгий беломраморный зал заслужил печальную славу тем, что именно здесь 17 декабря 1837 года начался пожар, уничтоживший за 30 часов весь Зимний дворец. После пожара 1837 года перестроен В. Стасовым в стиле классицизма. В декоре люстр, выполненных из золоченой бронзы, и гризайльных росписях зала использованы изображения трофеев и лавровых венков. В 1854 году на южной стене зала, по сторонам от входа в Малый Тронный зал, были помещены батальные полотна «Взятие русскими войсками предместья Варшавы» работы О. Верне и «Сдача русским венгерской армии генералом Гергеем при Вилагосе» Г. Виллевальде.
В 1915—1917 гг. зал занимал военный госпиталь Красного Креста. Здесь расположился перевязочный пункт. После 1917 года все картины были сняты и переданы в фонды других музеев. Начиная с 2004 года происходил возврат и реставрация портретов. В марте 2012 года все картины вновь заняли свои места. Седьмая ниша, как и по сложившейся традиции в XIX веке, пустовала. По состоянию на 13 июля 2018 г.в седьмой нише размещен портрет Петра Христиановича Витгенштейна (Ф.Крюгер). П. Х. Витгенштейн фельдмаршал, но не получил почётного именования к своей фамилии.
В зале представлены произведения западноевропейской и русской скульптуры, а также изделия Императорского фарфорового завода первой половины XIX в.

## Галерея
- Фельдмаршальский зал. Вид 2015 г.
- Фельдмаршальский зал. Зарянко С.К..  Холст, масло, 81x109 см. 1836 г.
- Фельдмаршальский зал. Э. П. Гау. Бумага, акварель, 33x43,8 см. 1866 г.
- Портрет П. Х.Витгенштейна
- Портрет И. И. Дибича
- Портрет М. И. Кутузова
- Портрет И. Ф. Паскевича
- Портрет П. А. Румянцева-Задунайского
- Портрет А. В. Суворова
- Ваза «Россия»
- «Большая» французская карета, 1720-е гг. Мануфактура Гобеленов, Париж